# Vilma Nenganga
Vilma Pegado Nenganga (née le 12 septembre 1996) est une joueuse angolaise de handball. Elle joue pour le club Atlético Petróleos de Luanda. Nenganga a fait ses débuts dans l'équipe d'Angola de handball féminin à l'occasion des Jeux africains en 2015 et elle a participé au Championnat du monde de handball féminin 2017.
En tant que jeune joueuse, elle a été membre de l'équipe angolaise lors des jeux olympiques de la jeunesse 2014.

## Palmarès

### En équipe nationale
Jeux olympiques
- 8e place aux Jeux olympiques 2016

Championnats du monde
- 19e place au Championnat du monde 2017

Championnats d'Afrique
- Médaille d'or au championnat d'Afrique 2016
- Médaille d'or aux Jeux africains 2015.
- Médaille d'or au Championnat d'Afrique junior 2015